# Hoya gigantanganensis
Hoya gigantanganensis är en oleanderväxtart som beskrevs av D. Kloppenburg. Hoya gigantanganensis ingår i släktet Hoya och familjen oleanderväxter. Inga underarter finns listade i Catalogue of Life.